# Wariaci i geniusze
Wariaci i geniusze – szósty album zespołu Karcer wydany w 2011 przez wytwórnię Jimmy Jazz Records.

## Lista utworów
Źródło:.
1. „Czarno biała bajka” – 3:03
2. „Wariaci i geniusze” – 3:53
3. „Bestie” – 3:00
4. „4 i 0” – 3:36
5. „Kiedy niebo kładzie się na ziemi” – 3:41
6. „Chcę” – 2:22
7. „Jeden na wszystkich” – 3:11
8. „Samozagłada” – 4:08
9. „Co to za kraj?” – 3:07
10. „Wstyd” – 2:43
11. „10 sprawiedliwych” – 2:51
12. „Dreszcz” – 3:56
13. „Obłąkani i waleczni” – 3:39
14. „Punk Rock Party” – 2:54

## Twórcy
Źródło:.
- Krzysztof Żeromski – wokal, gitara
- Adam Lao – gitara basowa
- Daniel „Czasza” Łukasik – perkusja